# Ignacio Zaragoza (kommun)
Ignacio Zaragoza är en kommun i Mexiko.   Den ligger i delstaten Chihuahua, i den nordvästra delen av landet, 1 400 km nordväst om huvudstaden Mexico City.
Följande samhällen finns i Ignacio Zaragoza:
- Benito Juárez
- El Saucito
- José María Morelos
- Ignacio Zaragoza, Chihuahua (huvudort)